# آوالان (هوراند)
آوالان یکی از روستاهای استان آذربایجان شرقی است. که در دهستان دودانگه شهرستان هوراند واقع شده‌است. این روستا از فاصله ۴ کیلومتری شهرستان هوراند قراردارد.

آوالان ۲
آوالان ۳
آوالان ۴
آوالان ۵
آوالان ۶